# Jednostka indeksowa
Jednostka indeksowa – syntetyczny instrument finansowy, należący do instrumentów pochodnych, służący inwestowaniu w indeksy giełdowe bez potrzeby nabywania akcji spółek wchodzących w skład danego indeksu. Jednostka indeksowa zmienia wartość podobnie do indeksu giełdowego, który jest dla niej bazą, ale nie dokładnie zgodnie z nim, bo oprócz wartości indeksu, cenę jednostki kształtują siły popytu i podaży na rynku jednostek indeksowych. Nabywcy jednostki, zajmujący długą pozycję, zyskują na wzroście jej wartości, zaś wystawcy, zajmujący krótką pozycję, na jej spadku. Wystawca w celu otwarcia swojej pozycji musi założyć wstępny depozyt zabezpieczający, który oprócz zabezpieczania zmienności instrumentu, pozwala także na rozliczanie. Jednostka indeksowa jest rozliczana codziennie, metodą marking-to-market. W przypadku spadku depozytu poniżej wysokości depozytu właściwego wystawca jest zmuszony uzupełnić depozyt do wysokości wstępnego. Jednakże, w przypadku spadku wartości indeksu, czyli uzyskania zysku przez wystawcę, nie może on wypłacić sobie nadwyżki depozytu. Nabywca płaci wystawcy cenę jednostki indeksowej wyrażoną w pieniądzu, która zasila depozyt zabezpieczający. Aby zamknąć swoją pozycję nabywca może wykonać jednostkę lub sprzedać ją na rynku. Jeśli nie znajdą się chętni na odkupienie jednostki, to wtedy spośród wystawców losuje się jednego, który bez względu na cenę musi jednostkę odkupić. Wystawca może zamknąć swoją pozycję tylko przez kupno indeksu, czyli przez zajęcie pozycji odwrotnej. Ponosi on także większe zyski i straty, gdyż tylko w jego przypadku jest stosowana dźwignia finansowa – dzięki wpłacaniu depozytu zabezpieczającego.

## Jednostki indeksowe w Polsce
26 listopada 2001 została wprowadzona na WGPW jednostka indeksowa pod nazwą MiniWIG20, która umożliwia inwestowanie w indeks odzwierciedlający zmienność wartości 20 największych w Polsce spółek giełdowych. Ostatnim dniem obrotu będzie przedostatni dzień sesyjny przypadający w grudniu 2025 r. Jednostki, jeśli nie zostaną wcześniej wykonane, zostają wykonane automatycznie w tym dniu. Wartość jednostki wynosi 0,1 wartości indeksu i jest rozliczana w złotówkach, zaś wysokość depozytu zabezpieczającego określa KDPW.